# Nyctiophylax synorius
Nyctiophylax synorius är en nattsländeart som först beskrevs av Arturs Neboiss 1994.  Nyctiophylax synorius ingår i släktet Nyctiophylax och familjen fångstnätnattsländor. Inga underarter finns listade i Catalogue of Life.